# Grand-Place (Brüsszel)
A Grand-Place (franciául) vagy Grote Markt (hollandul) a belgiumi Brüsszel városának főtere. A főtéren található a városháza épülete, amelyet a céhek épületei vesznek körbe, mint például a Broodhuis (holland, franciául: Maison du Roi), a kenyérsütők céhének épülete, ma a Brüsszeli Városi Múzeum. A tér, Brüsszel egyik legfontosabb turisztikai látnivalója, az óváros középpontja, 1998 óta az UNESCO világörökségének része.

## Története
A Grote Markt környéke már a 11. századtól Brüsszel központja volt, a teret egy mocsár lecsapolásával alakították ki. A városháza épületét 1402 és 1455 között építették, feltehetően Jacob van Thienen tervei alapján. A gótikus stílusú tornyot Jan van Ruysbroeck tervezte. A 97 méter magas torony tetején Szt. Mihály, Brüsszel védőszentjének szobra látható.
A Grote Markt elrendezését a városháza felépítése után alakították ki és elsősorban a város kereskedelmi központjának szánták. A téren kaptak helyet a városi céhek központi épületei. A szomszédos utcák elnevezései ma is erre, azaz a vaj és sajtkészítőkre, mészárosokra, hal és szénárusokra stb. emlékeztetnek. A tér eredeti épületeit a 15. és 17. század során, különféle stílusokban építették fel.
A spanyol uralom idején, 1523-ban a téren égették meg az első németalföldi protestánsokat, az antwerpeni származású Hendrik Voes és Jan van Essen szerzeteseket. 1568-ban a németalföldi szabadságharc kezdetén (amelynek eredményeként a hét északi tartomány megalapította Hollandiát) a téren fejezték le II. Fülöp spanyol király uralma ellen lázadó Lamoraal van Egmont és Filips van Montmorency nemes urakat a spanyol helytartónak, Alba hercegének utasítására.

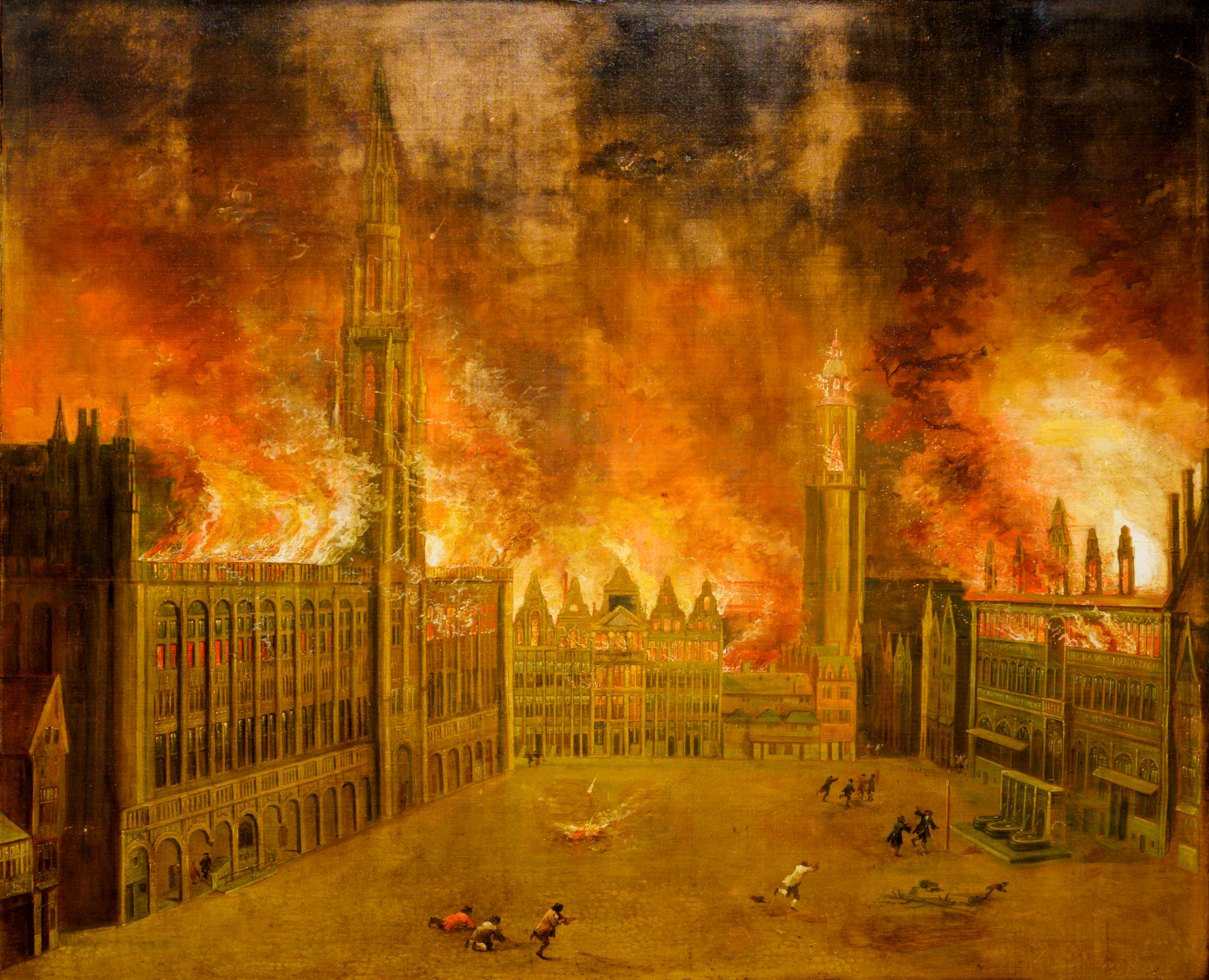
A főtér bombázása, 1695

Az Augsburgi Liga háborúja során, 1695. augusztus 14-én XIV. Lajos francia király parancsára François de Neufville de Villeroy marsall ostrom alá fogta Brüsszel városát, hogy megbosszulja a francia partmenti városok és kikötők lerombolását, amit a Lajos ellen – III. (Orániai) Vilmos angol király, I. Lipót német-római császár, II. Károly spanyol király és II. Viktor Amadé savoyai herceg által – létrehozott Nagy Szövetség megbízásából az angol és a holland flotta hajtott végre. A 70 000 fős francia sereg 18 ágyúval és számos mozsárral volt felszerelve, a Molenbeek-Saint-Jean hegyén felállított állásaiból mintegy 3000 lövedéket és 1200 gyújtóbombát lőtt ki a városra, ami lángra lobbantotta a Grote Markt épületeit és a tér nagy része a tűz áldozata lett. Csak a városháza külső falai és néhány épület romja maradt meg, mire a tüzet sikerült megfékezni.

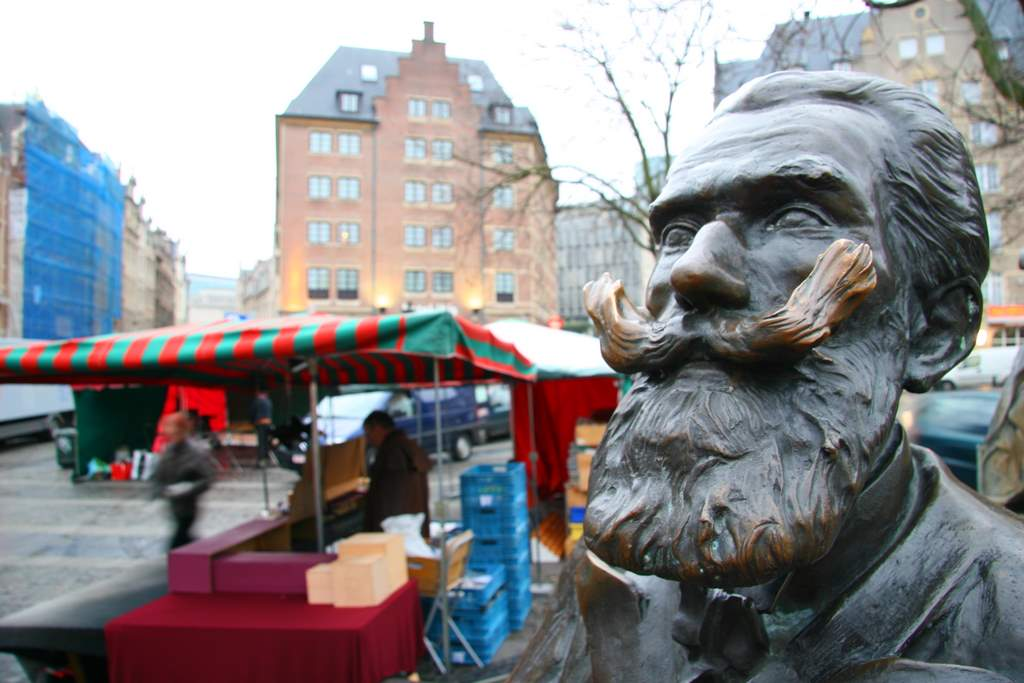
A brüsszeli polgármester, Charles Bruls szobra a Grasmarkt-on. Bruls kezdeményezte a Grand-Place házainak felújítását a 20. sz. első éveiben

A következő években a városháza és a környező házak újjáépültek a céhek vezetésével. A városi tanács és Brüsszel kormányzója minden építtetőt arra kötelezett, hogy terveiket előzetesen engedélyeztessék, ezért az épületek kialakítása és stílusa szembetűnően harmonikus, a házakon megjelenő gótikus, barokk és XIV. Lajos-korabeli stíluselemek feltűnése ellenére is. A 19. század során a legtöbb épületet felújították a brüsszeli polgármester, Charles Buls irányítása alatt.
A főtér 1998-ban került fel az UNESCO világörökségi listájára 2018-ban Brüsszelben nagy virágszőnyeggel ünnepelték meg az esemény 20. évfordulóját. A főtér Brüsszel egyik legnevezetesebb látványossága, nem utolsósorban a BBC televíziós sorozata, a Secret Army rajongói között, mivel a sorozat második és harmadik részét itt forgatták 1978-1979-ben. A sörfőzők céhének épületében ma sörmúzeum található, míg a városháza épületével szemben áll a brüsszeli városi múzeum. A tértől pár lépésre található Brüsszel másik nevezetessége, a Manneken Pis szobor is.

## Broodhuis

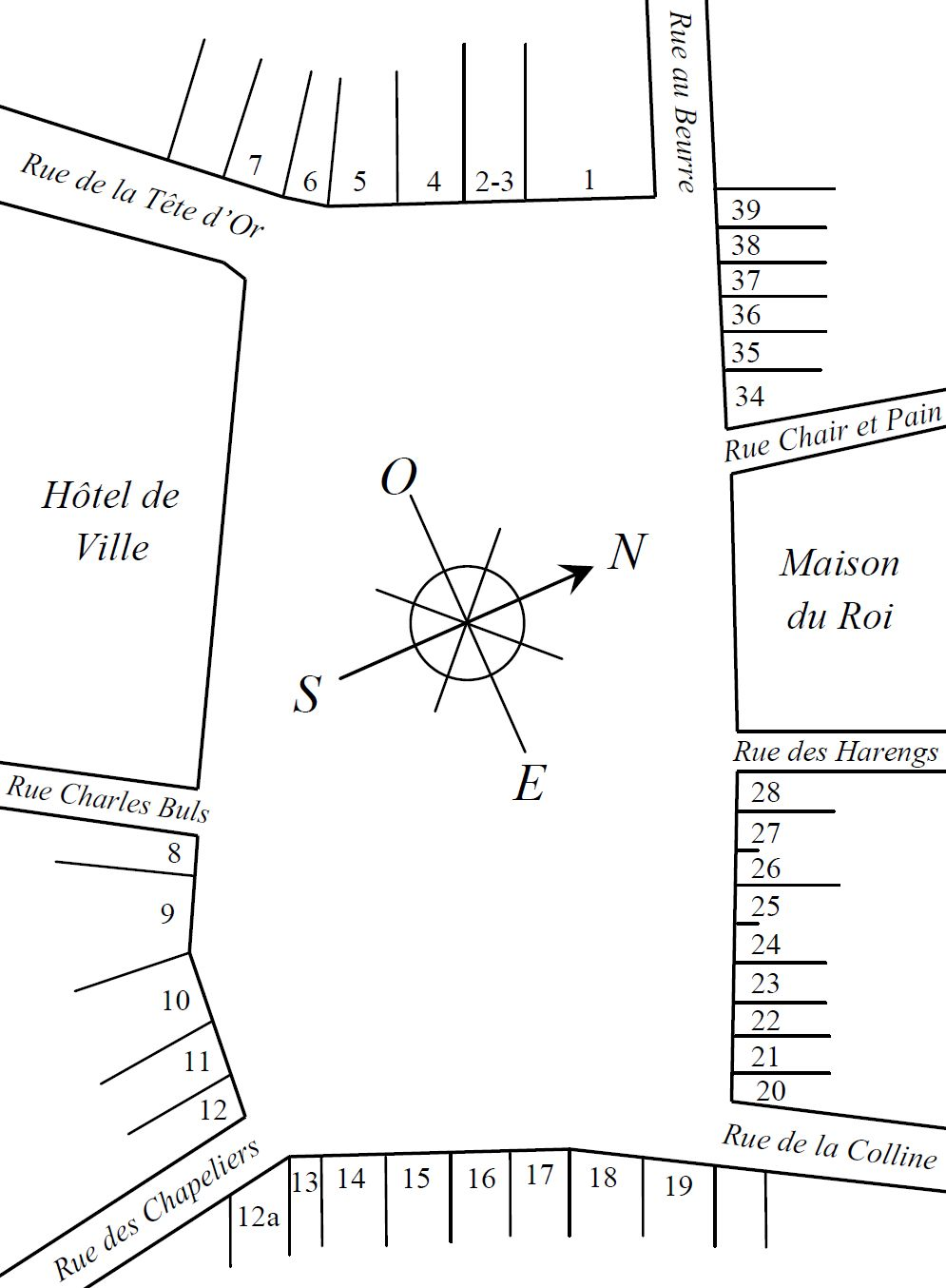
A brüsszeli főtér fekvése és épületei

A Broodhuis, vagyis "kenyérház" épületének elődje a 13. sz. során épült fel, akkoriban ebből az épületből árulták termékeiket a város pékjei. A 15. században az eredeti faépítményt lebontották és helyére kőből emelték a ma látható épületet, amely a brabanti hercegek adminisztrátorainak adott otthont. Amikor a Brabanti Hercegséget, más németalföldi tartományokkal együtt, megörökölték a Habsburg-ház uralkodói, a „herceg házából” (Maison du duc) a „király háza” (Maison du Roi) lett.1873-ban a város megbízásából Victor Jamaer építész állította helyre az épület erősen megrongálódott homlokzatát, neo-gótikus stílusban. Ebben az épületben található ma a Brüsszeli Városi Múzeum gyűjteménye, többek között a híres Manneken Pis több mint ötszáz ruhája. A ruhák közül az első 1698-ból származik, habár a legrégebbi, épségben megmaradt darabot 1747-ben XV. Lajos francia király adományozta a városnak.

## Céhházak

### ARue de la Tête d'Or/Guldenhoofdstraatés aRue au Beurre/Boterstraatközött (a tér nyugati oldala)

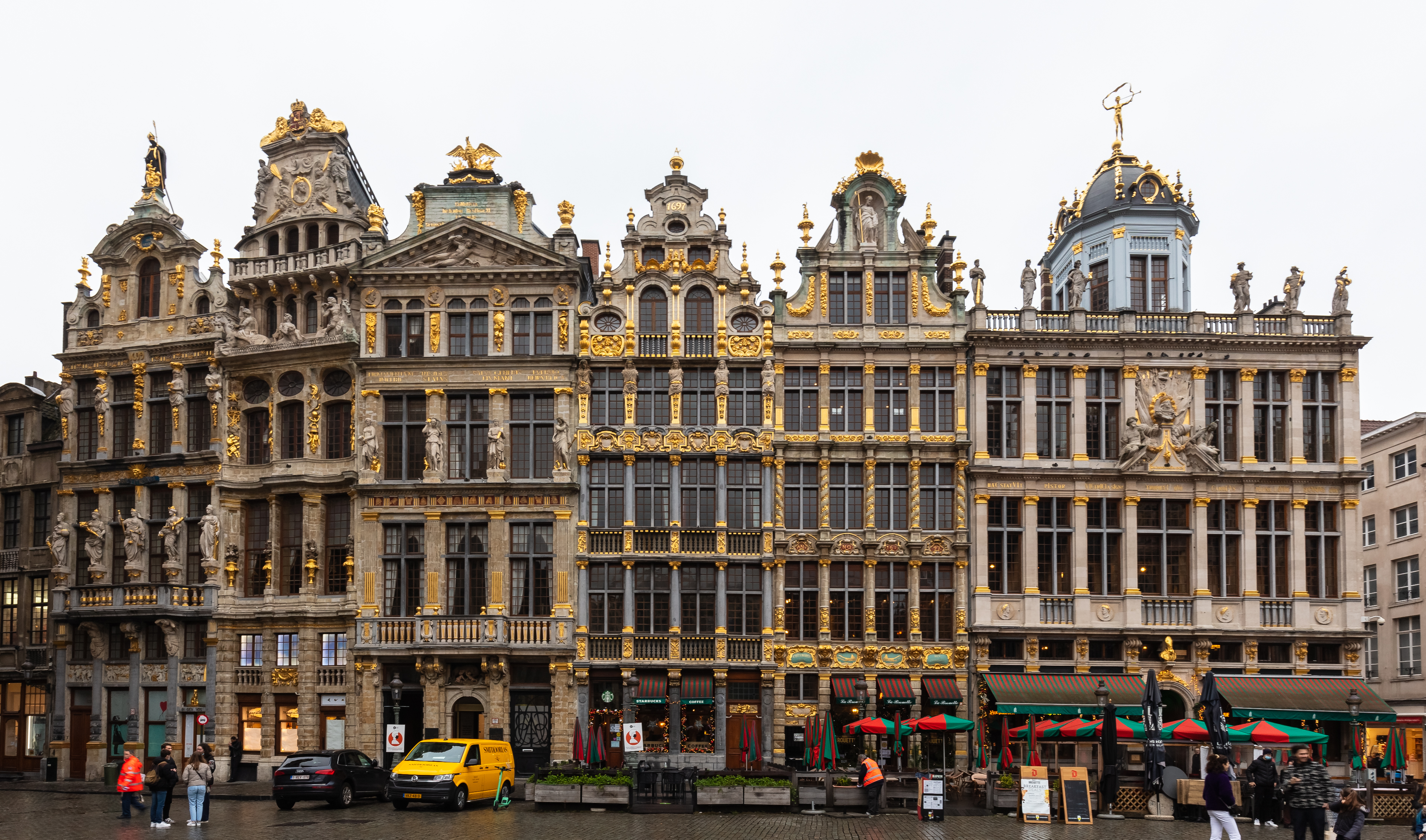
Jobbról:
Le Roi d'Espagne/ Den Coninck van Spaignien, La Brouette/ Den Cruywagen, Le Sac/ Den Sack, La Louve/ De Wolvin, Le Cornet/ Den Horen, Le Renard/ De Vos

- 1.: Le Roi d'Espagne/Den Coninck van Spaignien, a pékek céhének háza (Maison de la Corporation des Boulangers/Gilde der Bakkers), az épület 1696-ban épült, amelynek egy része egy önálló, a Rue au Beurre/Boterstraat  (vaj utca) felől megközelíthető épület része volt. Az épületet az 1901-1902-es felújítás során nagymértékben átalakították; a homlokzatot Szent Hubertusz és II. Károly spanyol király szobrai díszítok (innen a ház neve).
- 2-3.: La Brouette/Den Cruywagen, a  zsírkereskedők céhének (Maison de la Corporation des Graissiers/Gilde der Tuinierders) háza. Az eredeti épületet 1644-ben emelték, és a homlokzat jó állapotban vészelte túl a francia ostromot. 1697-ben újjáépítették Jean Cosyn tervei alapján. Az épület homlokzatát Szent Egyed, a céh védőszentjének szobra díszíti. 1912-ben felújították, amikor eltűnt a bal oldali ajtó mögött rejtőző kis utcácska, amely a Rue du Beurre/Boterstraatra nyílt.
- 4.: Le Sac/Den Sack, a bútorasztalosok céhének (Maison de la Corporation des Ébénistes/Gilde der Timmermannen) háza a 15. sz-tól. Az 1644-ben emelt épület homlokzatát az asztalosmunka szerszámai díszítik. A francia ostromot részben átvészelte, és 1697-ben Antoine Pastorana bútorasztalos irányítása alatt újjáépítették. A homlokzat szobrait Pierre van Dievoet és Laurent Merkaert faragták. A ház két alsó szintje épségben maradt, ezért a homlokzaton még mindig az 1644-es évszám látható, csak a harmadik szinttől Antoine Pastorana munkája. A házat 1912-ben újították fel Jean Seghers építész irányításával, a homlokzaton látható kariatidák a szobrász Edouard Marchant munkái 1852-ből.
- 5.: La Louve/De Wolvin (Maison du Serment des Archers/Gilde der Boogschutters) 1690-ben épült, 1696-ban újjáépült. 1890-1892 között a brüsszeli város építész, P. Jamaer irányítása alatt az eredeti terveknek megfelelően felújították. A homlokzati dombormű a Romulust és Remust ábrázolja, innen ered a ház neve is (louve = nőstényfarkas).
- 6.: Le Cornet/Den Horen a hajósok céhének (Maison de la Corporation des Bateliers/Gilde der Schippers) háza a 15. századtól kezdve, 1697-ben Antoine Pastorana vezetésével épült újjá, aki a korabeli hajók farára jellemző homlokzatot alkotott. A homlokzaton található szobrok Pierre van Dievoet alkotásai. 1899–1902 között újították fel.
- 7.: Le Renard/De Vos, a ruhakereskedők céhének (Maison de la Corporation des Merciers/Gilde der Handelaars) székhelye a 15. századtól kezdve, 1699-ben újjáépítették. A homlokzati domborművek a négy (akkor ismert) kontinens allegóriáit ábrázolják, míg az épület tetején Szent Miklósnak, a céh védőszentjének szobra áll.

### ARue Charles Buls/Karel Bulsstraatés aRue des Chapeliers/Hoedenmakersstraatközött (a tér déli oldala)

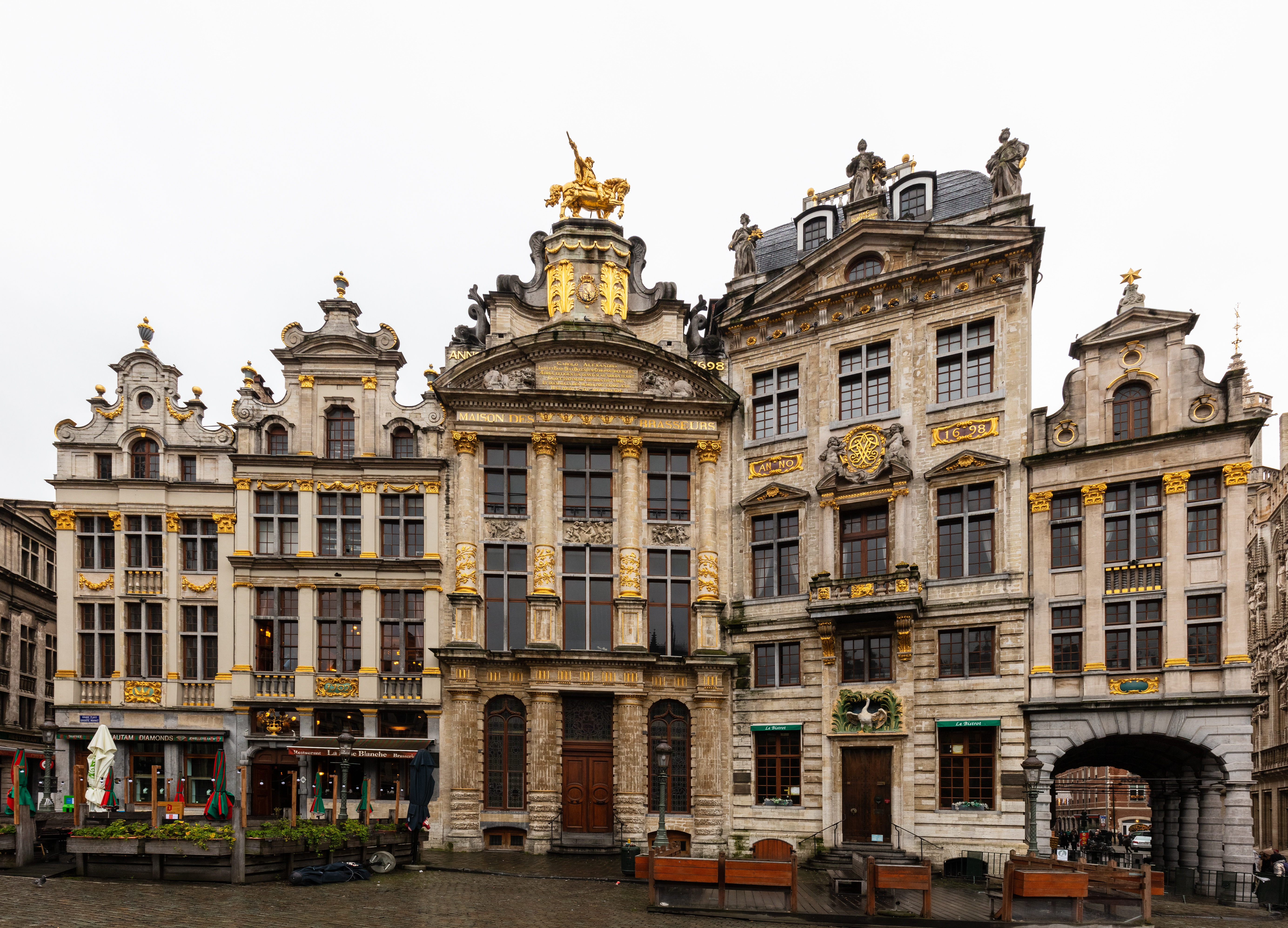
Jobbról balra: L'Étoile/De Sterre, Le Cygne/De Zwaan, L'Arbre d'Or/Den Gulden Boom, La Rose/De Roos, Le Mont Thabor/Den Bergh Thabor

- 8.: L'Étoile/De Sterre (Maison de l'Amman/Ammans huis), 1695-ben újjáépítették, de 1852-ben a város lerombolták, hogy az omnibusz pályájának helyet csináljanak. 1897-ben Charles Buls polgármester kezdeményezésére helyreállították, a földszintet árkáddal helyettesítették, és a szomszédos házhoz csatolták. A ház mellett vezető utcát a polgármester emlékére nevezték el, az árkád Everard t'Serclaes emlékművét rejti. mellette található a Grote Markt/Grand' PLace újjáépítését megszervezők emléktáblája is.
- 9.: Le Cygne/De Zwaan, brüsszeli polgárház, 1698-ban újjáépítette Pierre Fariseau bankár, aki saját monogramját a homlokzat közepén helyeztette el. 1720-ban a mészárosok céhe (gilde der Slagers) megvásárolta az épületet és átépíttette a felső részt. 1896 és 1904 között. A ház, amely nevét a bejárat felett található hattyúról kapta, arról nevezetes, hogy a Belga Munkáspárt alakuló gyűlése itt zajlott 1885 áprilisában.
- 10.: L'Arbre d'Or/Den Gulden Boom, a sörfőzők céhének háza (Maison de la Corporation des Brasseurs/Gilde der Brouwers), ma pedig sörmúzeum. 1696-ban építették újjá és 1901-ben újították fel. A homlokzatot Marc de Vos és Pierre van Dievoet szobrai díszítik. A ház építése közben mondta ki a tervező, Guillaume de Bruyn híres szavait: Az örökkévalóságnak dolgozunk! („Vous avez eu la conscience de travailler pour l'éternité!”). A ház tetejét Charles-Alexandre de Lorraine lovas szobra díszíti, amelyet Maximilian Emmanuel bajor kormányzó hasonló szobrának helyére állítottak 1752-ben
- 11.: La Rose/De Roos, brüsszeli polgárház, 1702-ben épült és 1901-ben újították fel.
- 12.: Le Mont Thabor/Den Bergh Thabor, brüsszeli polgárház, 1699-ben épült és 1885-ben újították fel.

### ARue des Chapeliers/Hoedenmakersstraatés aRue de la Colline/Heuvelstraatközött (a tér keleti oldala)

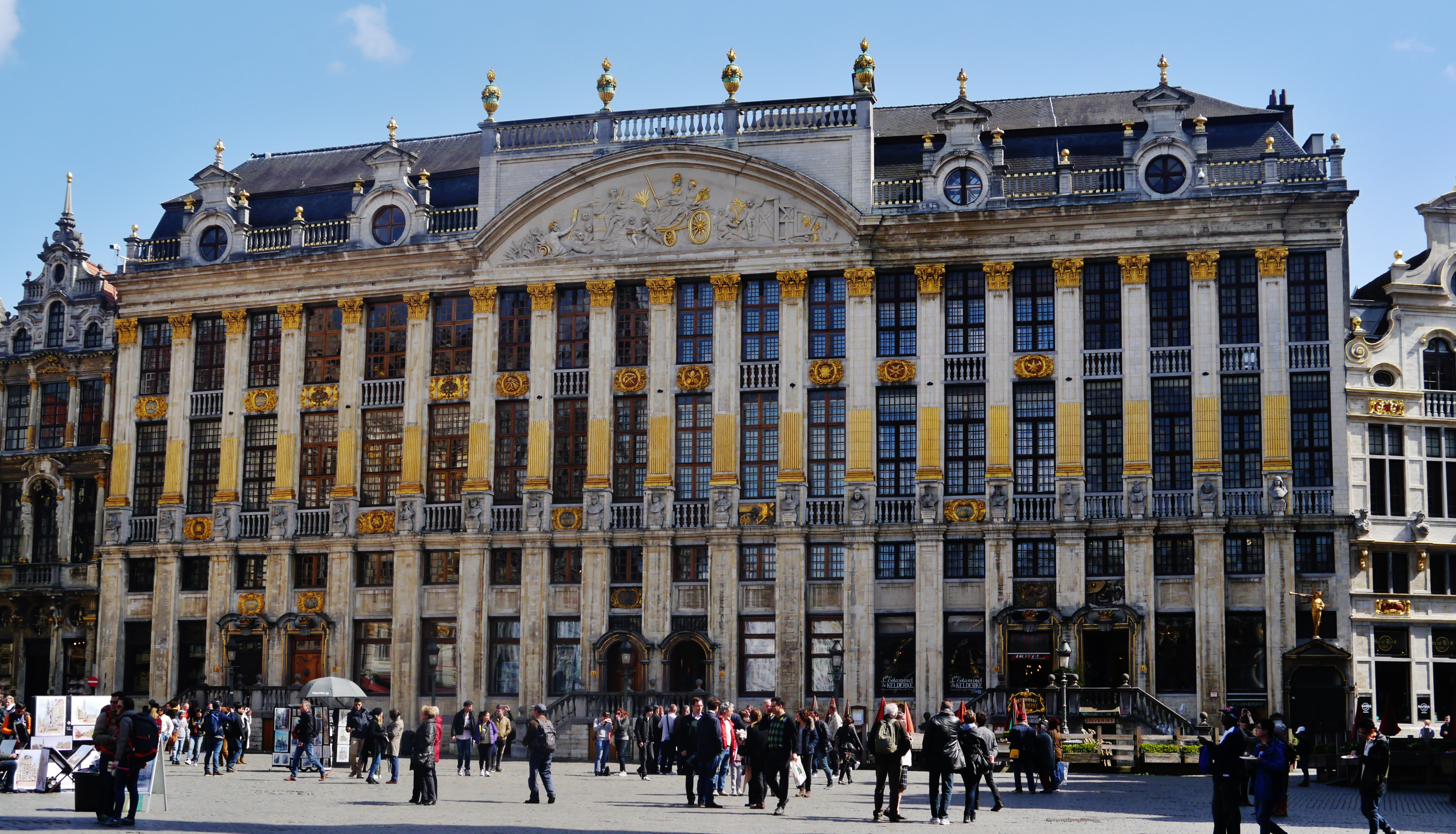
Alsemberg, a brabanti hercegek palotája és a Rue de la Colline/Heuvelstraaton: La Balance

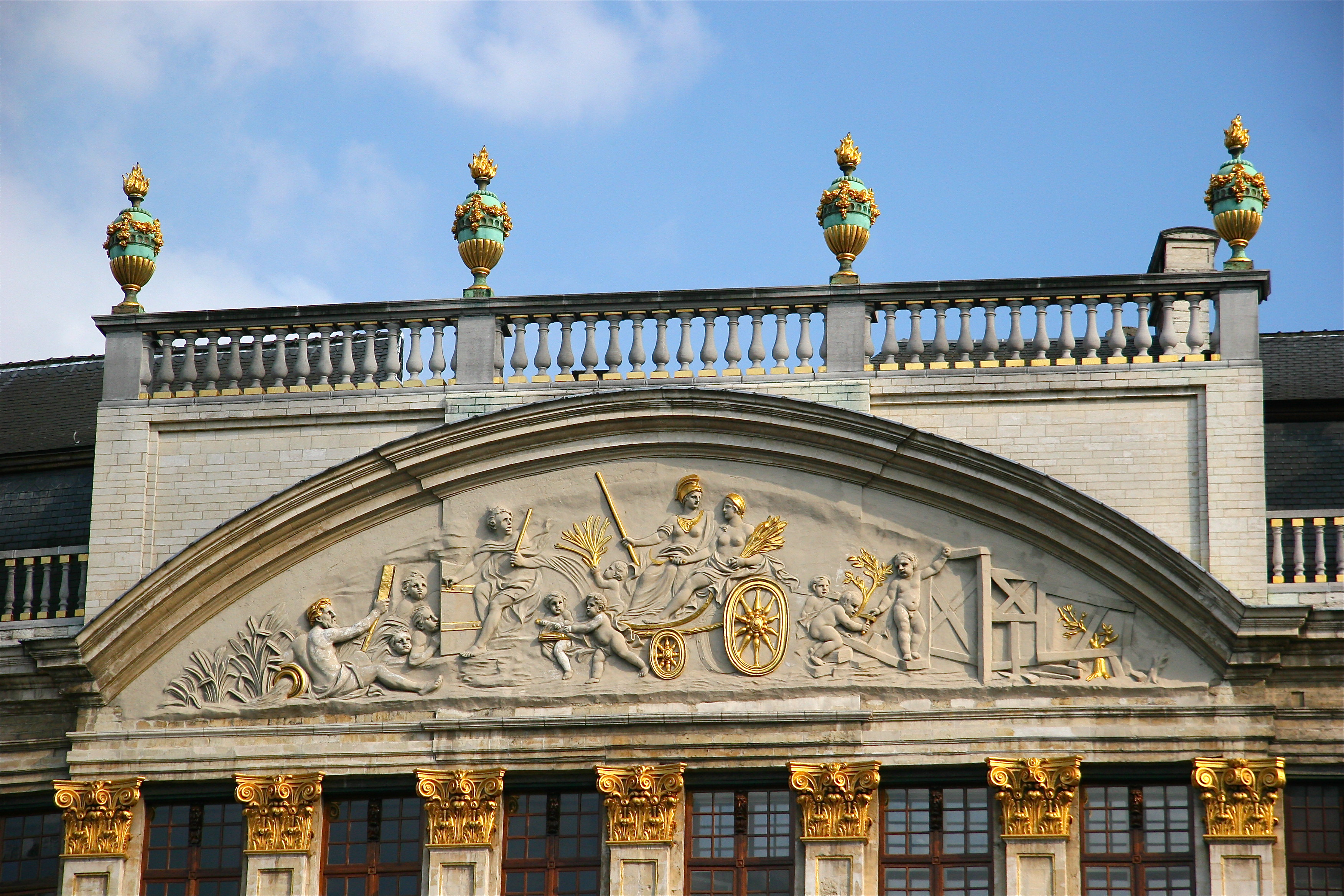
Részlet a "Maison des Ducs de Brabant/Huis der Hertogen van Brabant" homlokzatáról

- No. 12.a., (korábban  No. 2-4 rue des Chapeliers): Alsember, polgárház, 1699-ben épült.
- Nos. 13-19: Maison des Ducs de Brabant/Huis der Hertogen van Brabant, azaz a brabanti hercegek háza. Hat különálló házat rejt a Guillaume de Bruyn által tervezett monumentális homlokzat. A nevét a homlokzaton elhelyezett 19 szoborról kapta, amelyek a brabanti hercegeket ábrázolják. 1881 és 1890 között újították fel.
  - No. 13.: La Renommée/De Roeme, átjáró a homlokzat mögött található házhoz.
  - No. 14.: L'Ermitage/De Cluyse, egykor Brüsszel város tulajdonában álló ház, amelyet a városháza felújításának finanszírozása érdekében eladtak.
  - No. 15.: La Fortune/De Fortuine, egykor Brüsszel város tulajdonában álló ház, amelyet a városháza felújításának finanszírozása érdekében eladtak.
  - No. 16.: Le Moulin à vent/Den Windmolen, egykor Brüsszel város tulajdonában álló ház, amelyet a városháza felújításának finanszírozása érdekében eladtak.
  - No. 17.: Le Pot d'étain/Den Tinnen Pot, az asztalosok céhének háza (Maison de la Corporation des Charpentiers et Charrons/Gilde der Timmerlieden, Meubelmakers en Schrijnwerkers)
  - No. 18.: La Colline/Den Heuvel, a szobrászok, kőművesek, kőfaragók és tetőfedők céhének háza (Gilde van de Vier Gekroonden/Maison de la Corporation des Quatre Couronnés: szobrászok, kőművesek, kőfaragók és fazekasok).
  - No. 19.: La Bourse/De Borze, egykor Brüsszel város tulajdonában álló ház, amelyet a városháza felújításának finanszírozása érdekében 1696-ban eladtak.

### ARue de la Colline/Heuvelstraatés aRue des Harengs/Haringstraatközött (a tér északkeleti oldala)

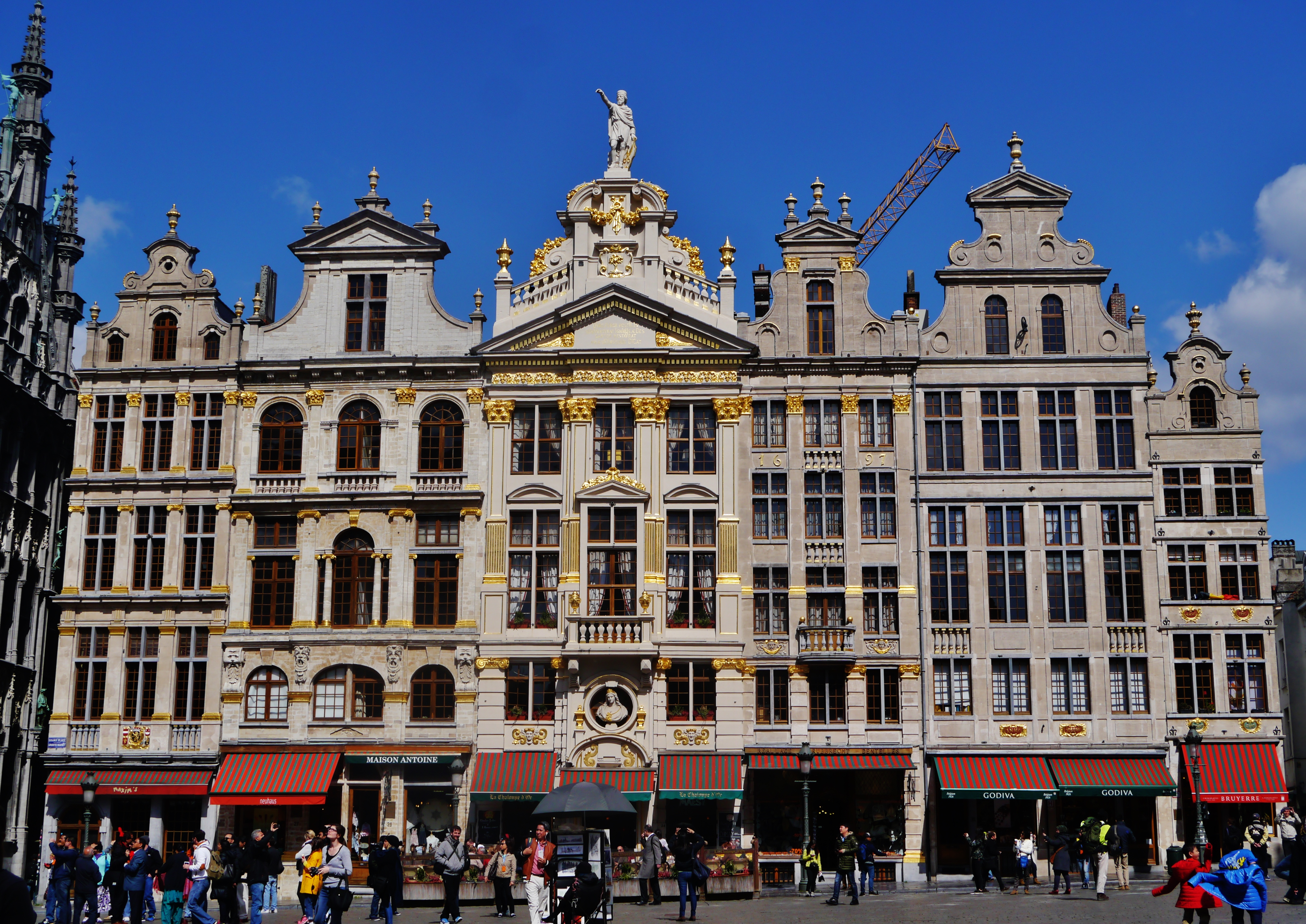
Jobbról balra: Le Cerf volant/ Den Hert, Joseph et Anne/ Jozef en Anna (egy homlokzat mögött), L'Ange/ Den Engel, La Chaloupe d'or/ De Gulden Boot, Le Pigeon/ De Duif, Le Marchand d'or/ Het Ammanskamerke

- No. 20.: Le Cerf volant/Den Hert ("repülő szarvas"), 1710-ben újjáépített és 1897-ben felújított lakóház.
- No. 21.: Joseph/Jozef" és Anne/Anna, egy homlokzat mögé épített lakóházak, 1897-ben újították fel ezeket egy 1729-ben F. De Rons által festett kép alapján.
- No. 23.: L'Ange/Den Engel, Jan De Vos kereskedő háza, 1697-ben épült újjá Guillaume de Bruyn tervei alapján, aki flamand-itáliai stílusban alkotta meg a homlokzatot. A súlyosan leromlott állapotú homlokzatot 1897-ben újították fel régi képek, festmények alapján.
- No. 24-25.: La Chaloupe d'Or/De Gulden Boot (vagy Cleermaekershuis), a szabók céhének háza (Maison de la corporation des Tailleurs/Gilde der Kleermakers), 1697-ben szintén Guillaume de Bruyn tervei alapján épült újjá, az eredeti tervek szerint a tér északkeleti oldalán felhúzandó, monumentális homlokzat központi része lett volna, azonban a szomszédos házak tulajdonosai elutasították a tervet. A homlokzat tetején Cremonai Szent Hommebon, a szabók védőszentjének szobra látható. A szobrok Pierre van Dievoet munkái. A bejárat fölött található Szent Barbara-szobor Godefroid Van den Kerckhove munkája 1872-ből.
- No. 26-27.: Le Pigeon/De Duif, a 15. sz-tól a festők céhének háza (Corporation des peintres/Gilde der Schilders), akik 1697-ben eladták Pierre Simon építész-kőművesnek. A házban lakott Victor Hugo brüsszeli tartózkodása során. 1908-ban lett felújítva.
- No. 28.:Le Marchand d'or/Het Ammanskamerke (régen De Gulden Marchant), a bankár Corneille Mombaerts lakóháza, 1709-ben épült és 1882-ben újították fel.

### ARue Chair et Pain/Vlees- en Broodstraatés aRue au Beurre/Boterstraatközött (a tér északnyugati oldala)

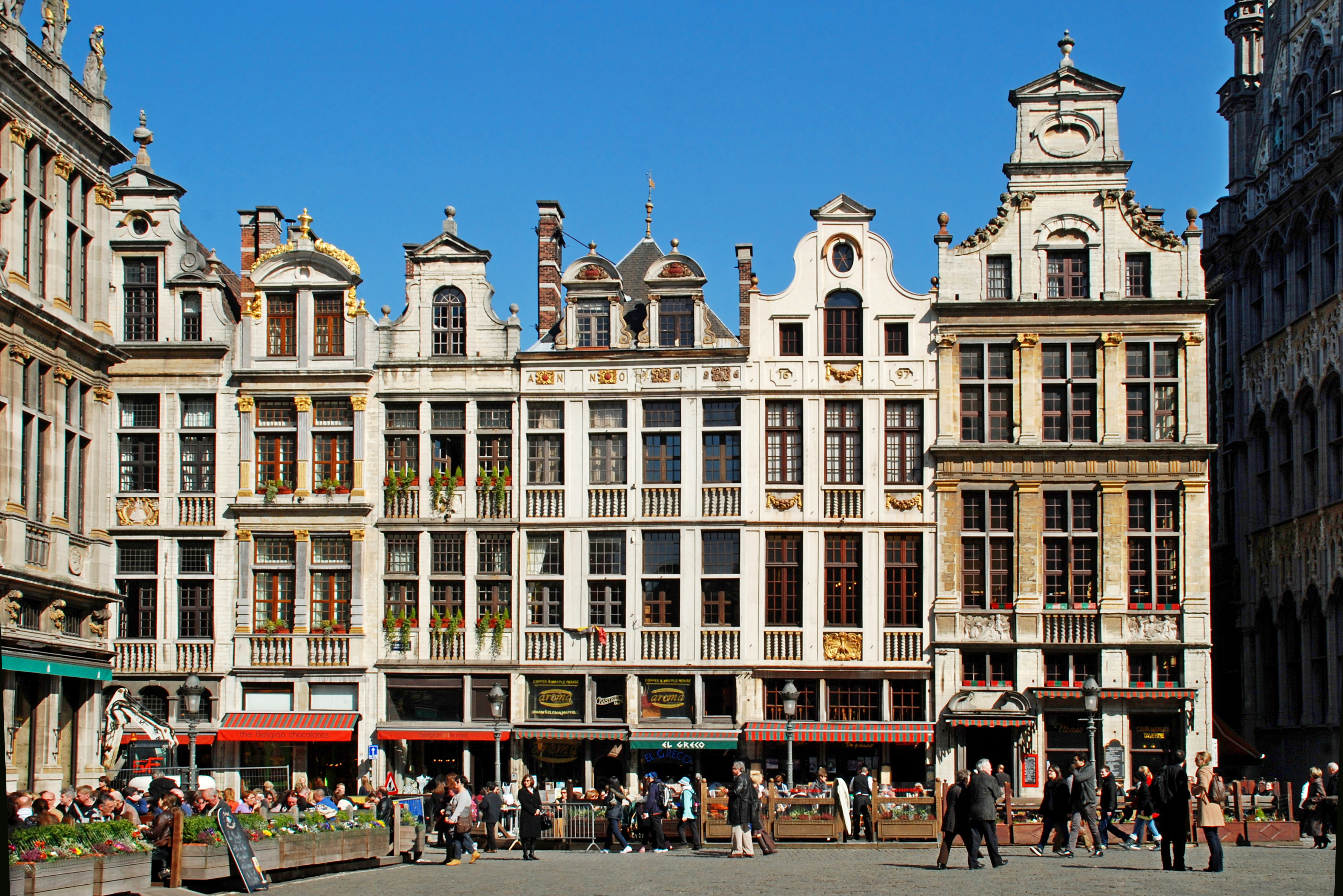
Jobbról balra: Le Heaume/ Den Helm, Le Paon/Den Pauw, Le Chêne/Den Eyck és a Le Samaritain (közös homlokzat), Sainte-Barbe/Sinte Barbara, L'Àne/Den Ezel, és a Rue au Beurre/Boterstraat első háza

- No. 34.: Le Heaume/Den Helm, lakóház, tervezője feltehetően Pierre van Dievoet. 1920-ban jelentős felújításon ment keresztül.
- No. 35.: Le Paon/Den Pauw, a 18. sz. jellegzetes stílusában épített és 1882-ben felújított lakóház.
- No. 36-37.: Le Samaritain vagy Le Petit Renard/'t Voske és a Le Chêne/Den Eyck, két 1696-ban épült ház, amelyeket 1884–1886 között állítottak helyre.
- No. 38.:  Sainte-Barbe/Sinte Barbara (azaz Szent Borbála), lakóház, 1696-ban épült.
- No. 39.: L'Ane/Den Ezel, lakóház, 1916-ban állították helyre.

## Képek a Grand-Place-ról

Brüsszel, Grote Markt - La Grand-Place
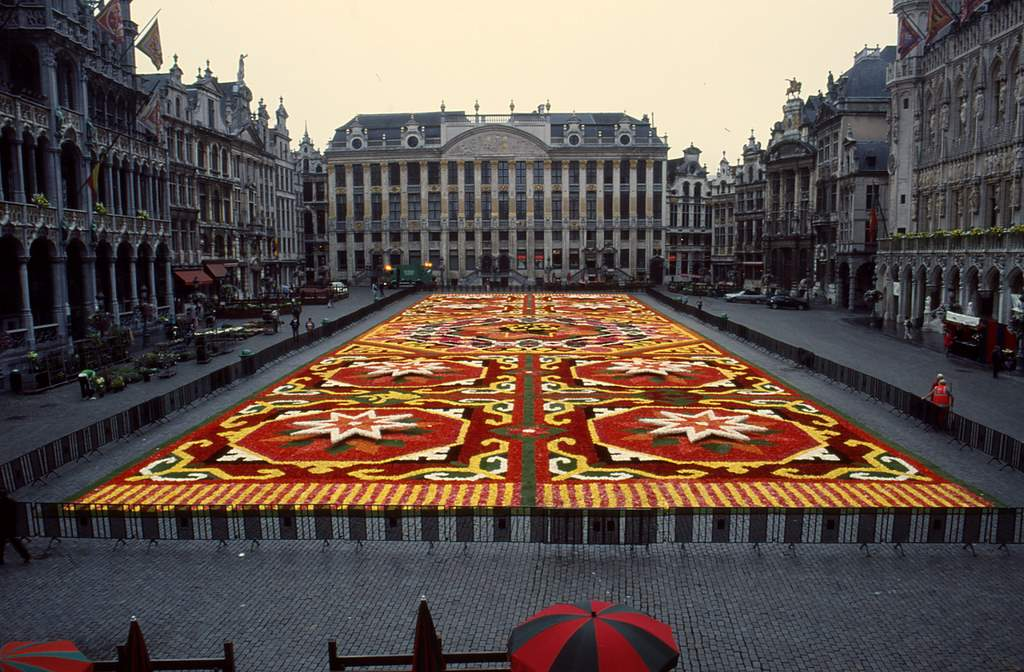
A Maison des Ducs de Brabant épülete és a kétévente megrendezett brüsszeli virágkiállítás
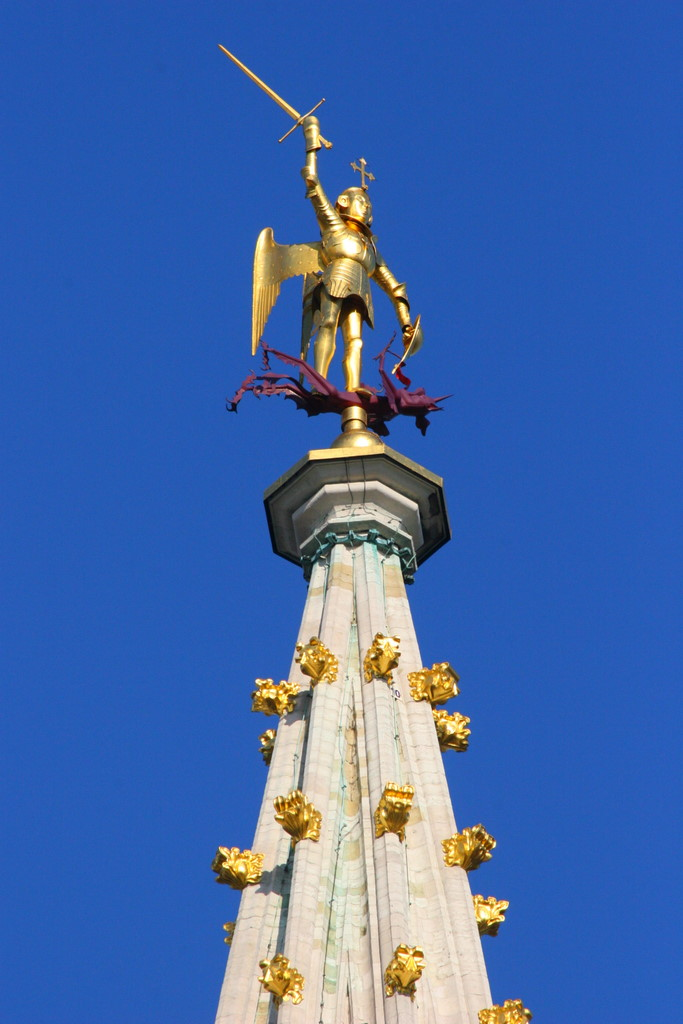
A városháza tornyán áll Szt. Mihály arkangyal szobra
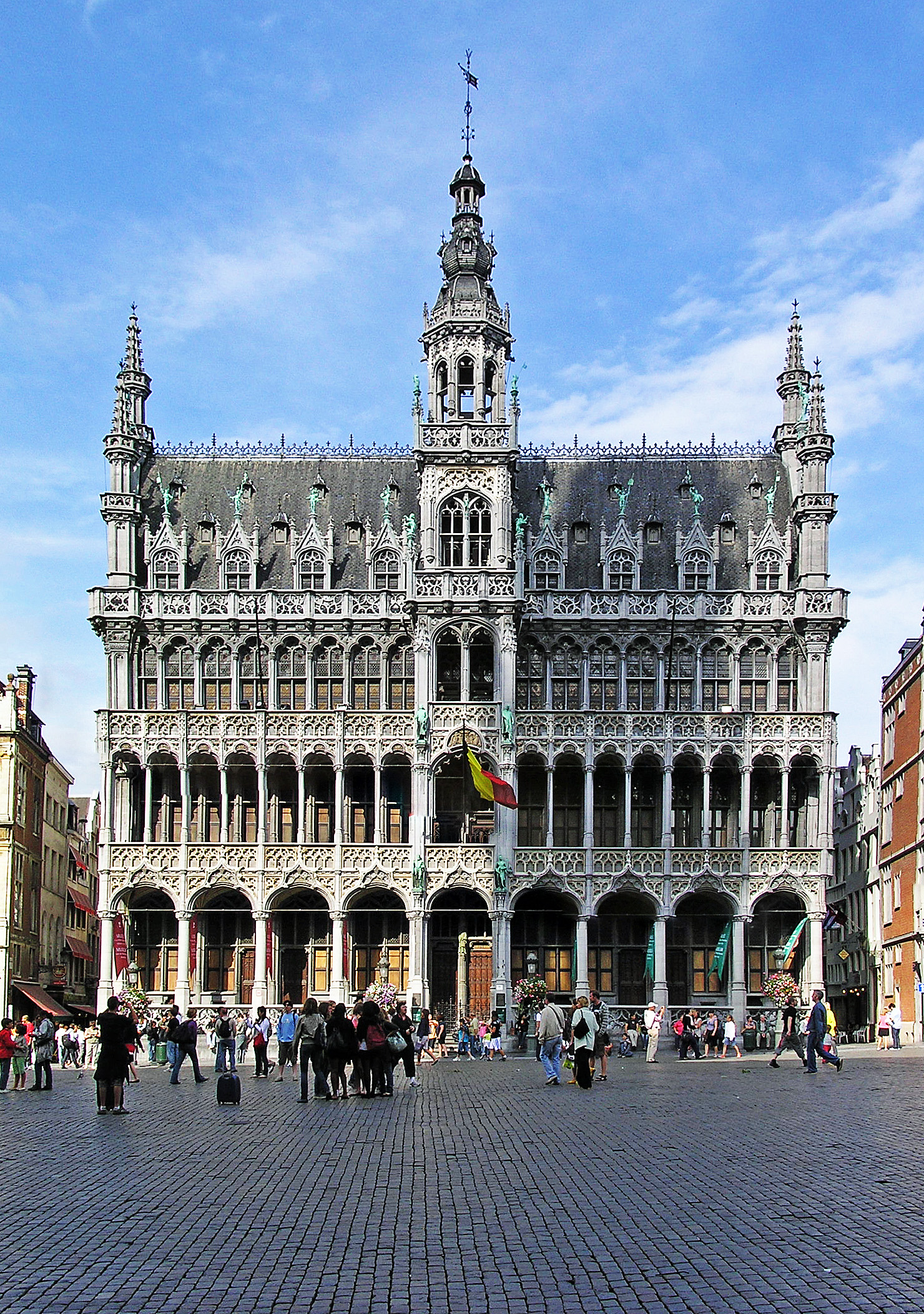
A Broodhuis - Maison du Roi épülete
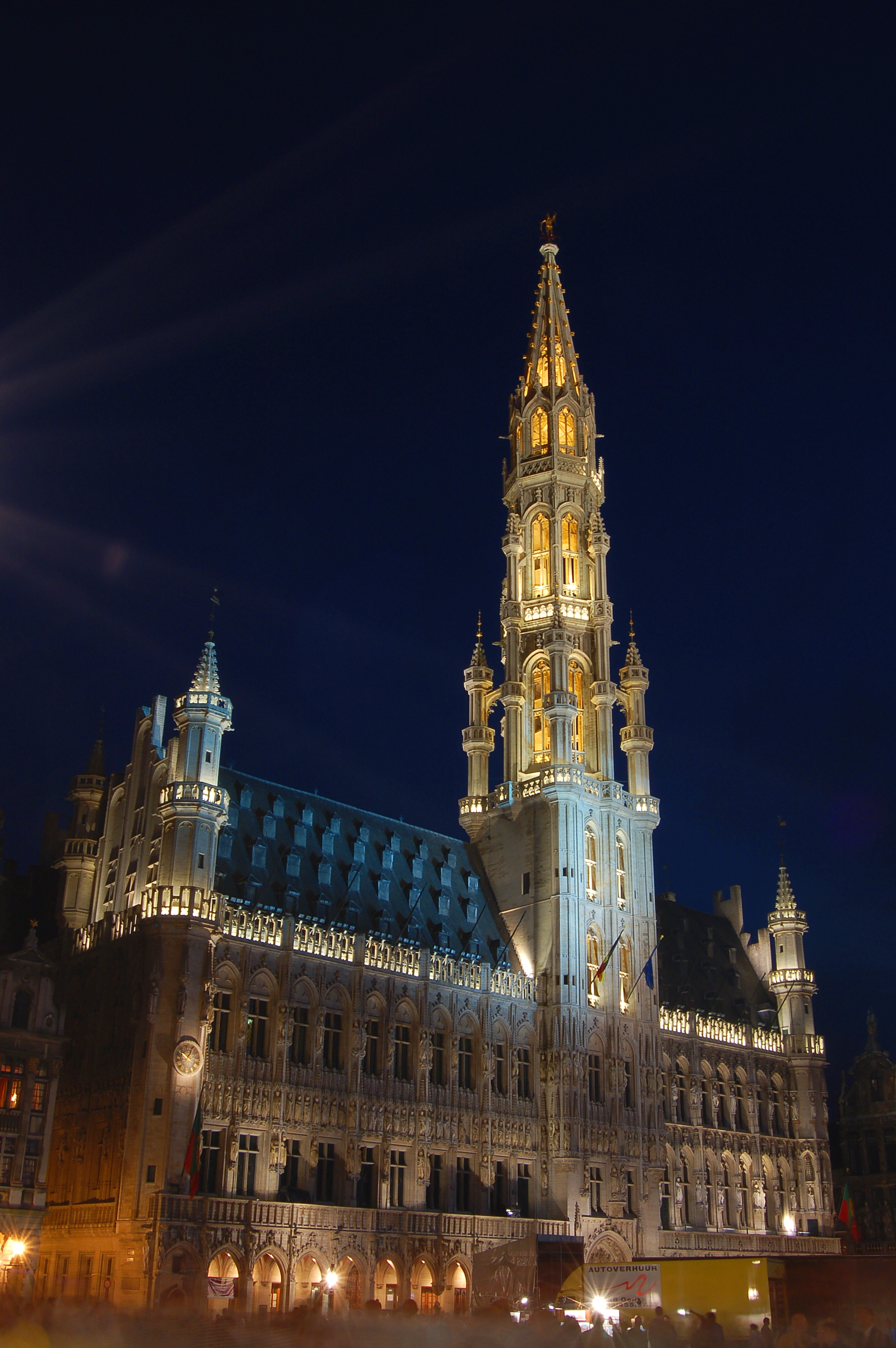
A városháza épülete éjszaka
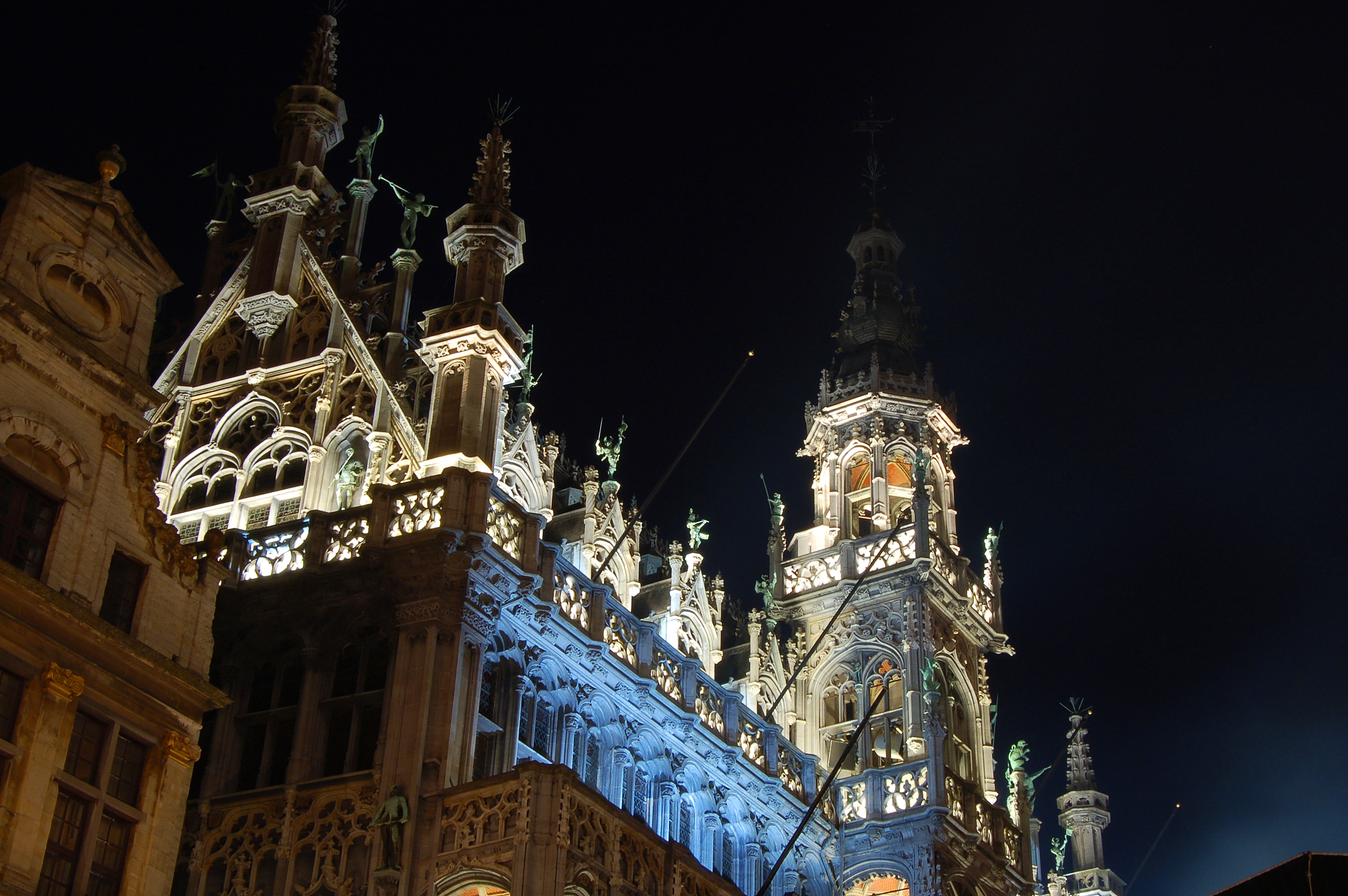
Részlet a városházáról
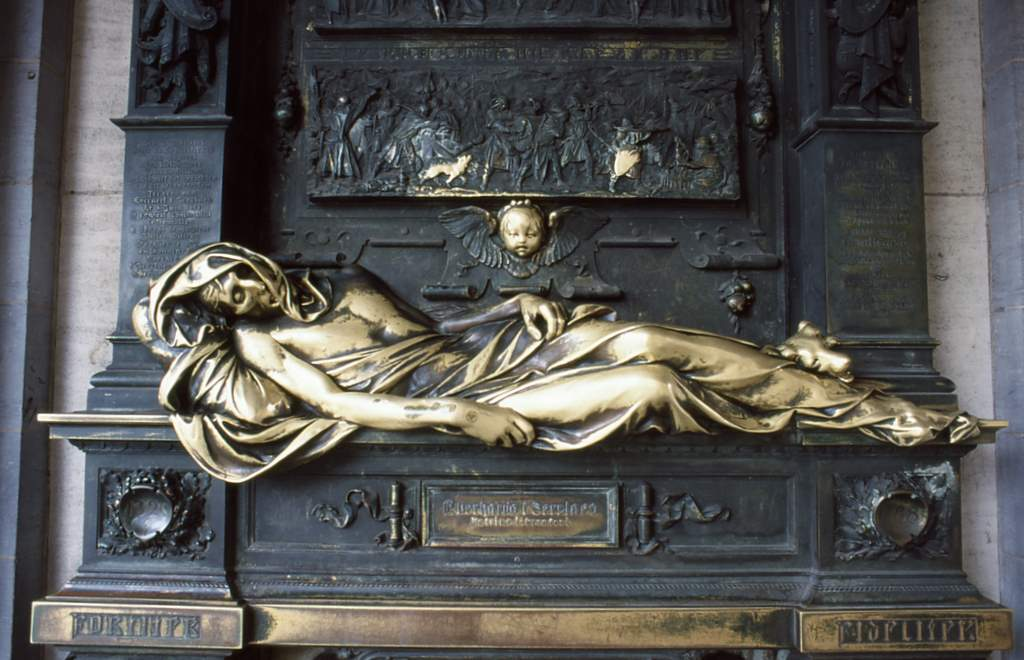
A főtéren áll Everaard 't Serclaes brüsszeli polgár síremléke is
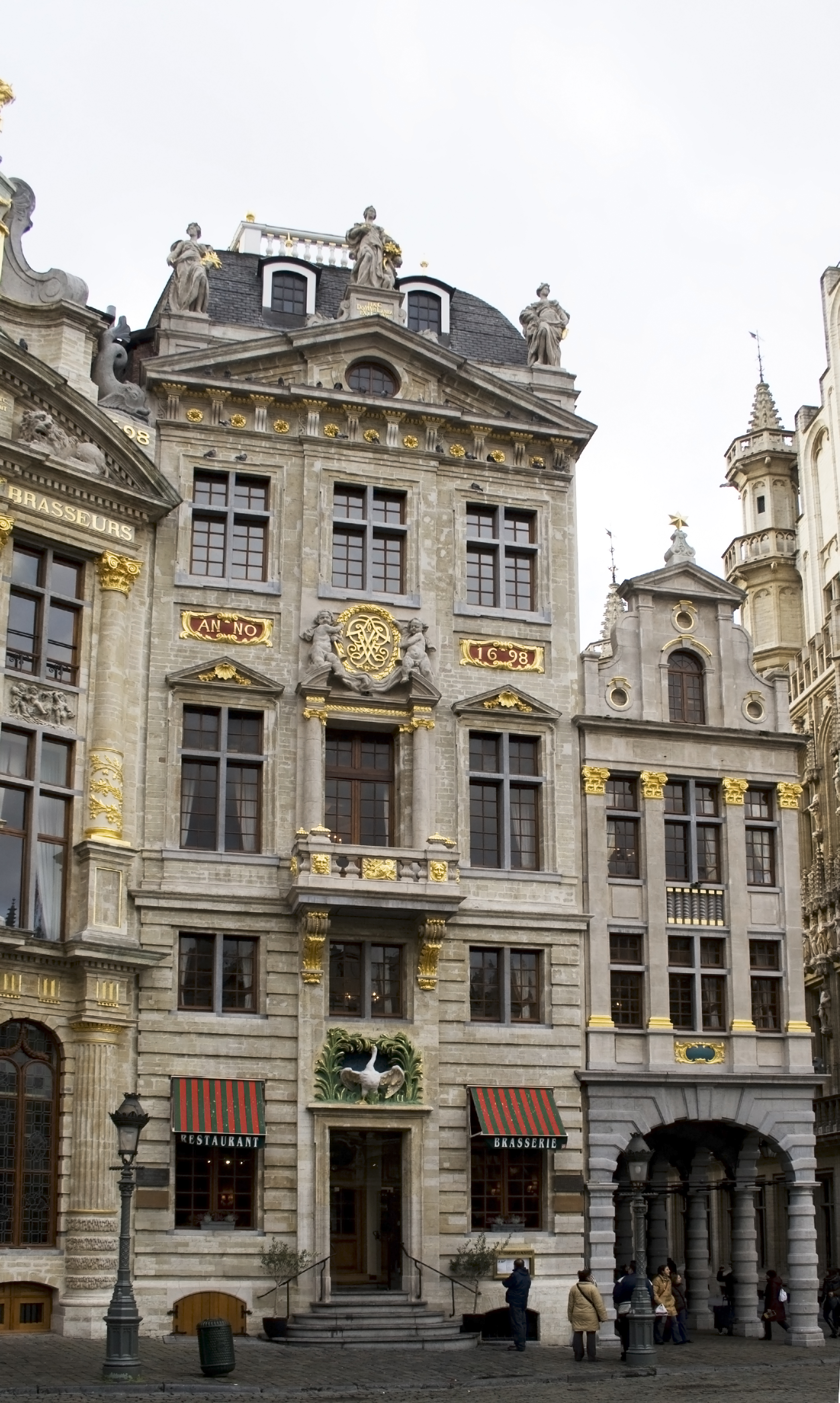
A hattyú-ház a kis Csillag-házzal
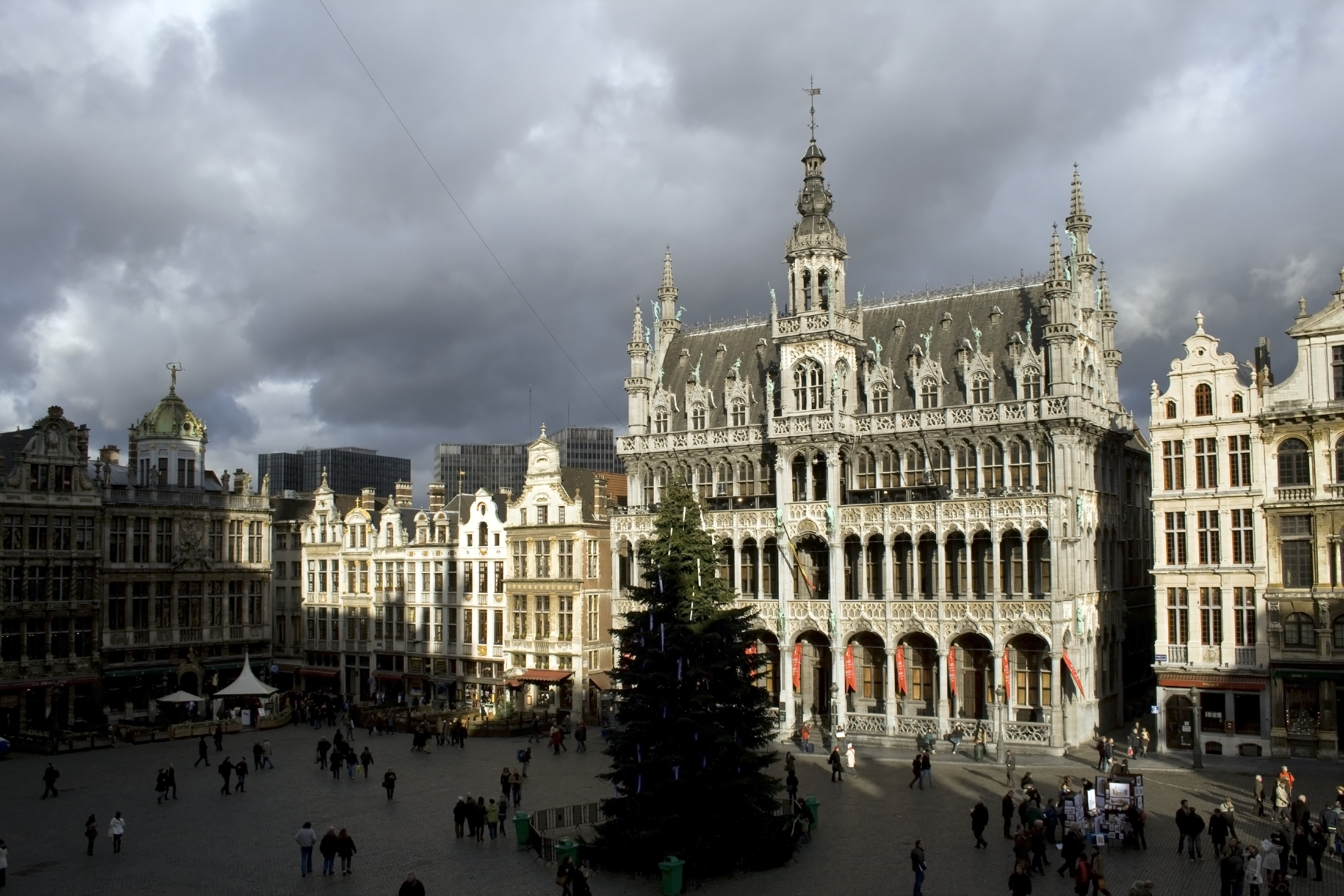
Téli látkép a Hattyú-ház erkélyéről
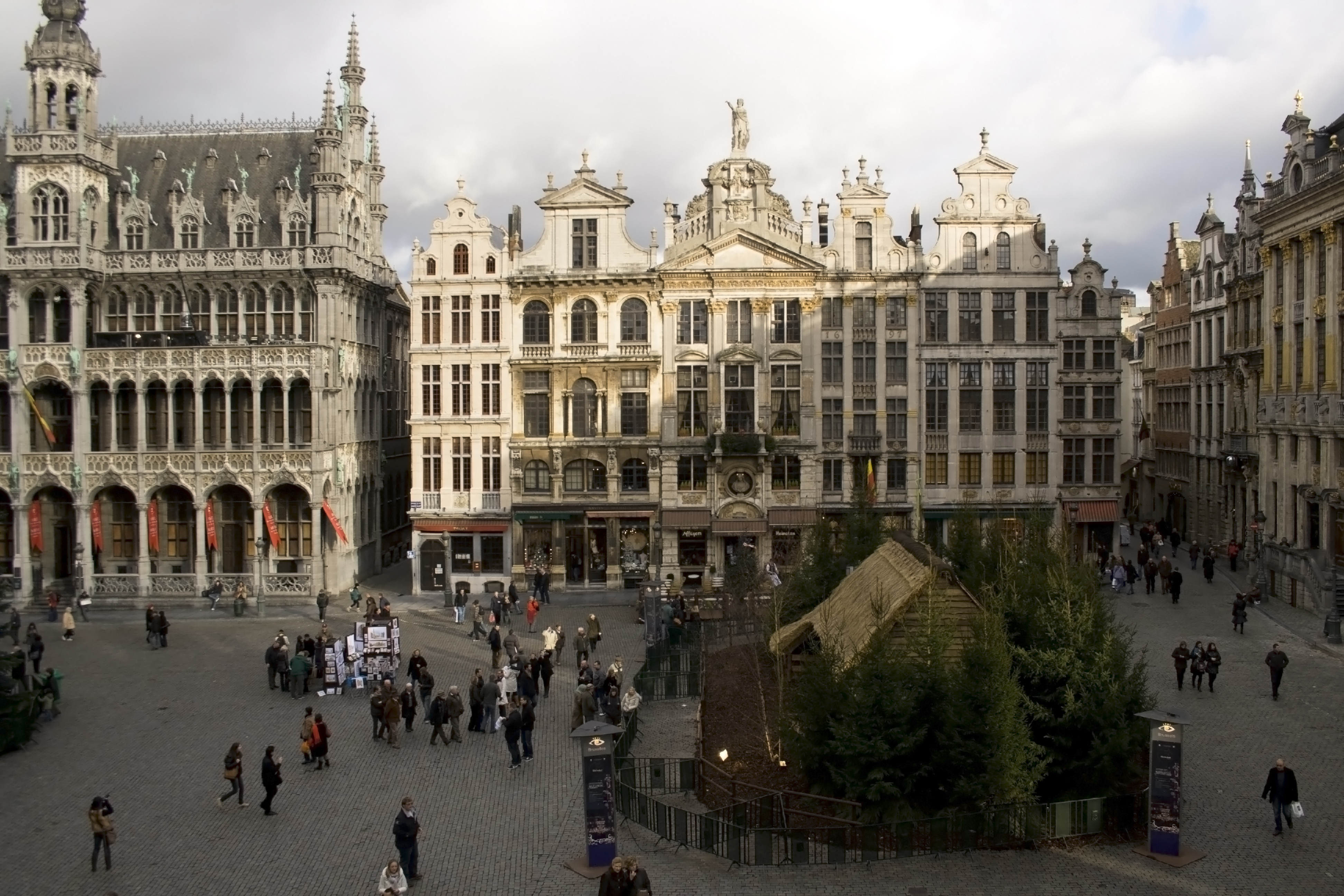
A szemközti házcsoport a Hattyú-házból
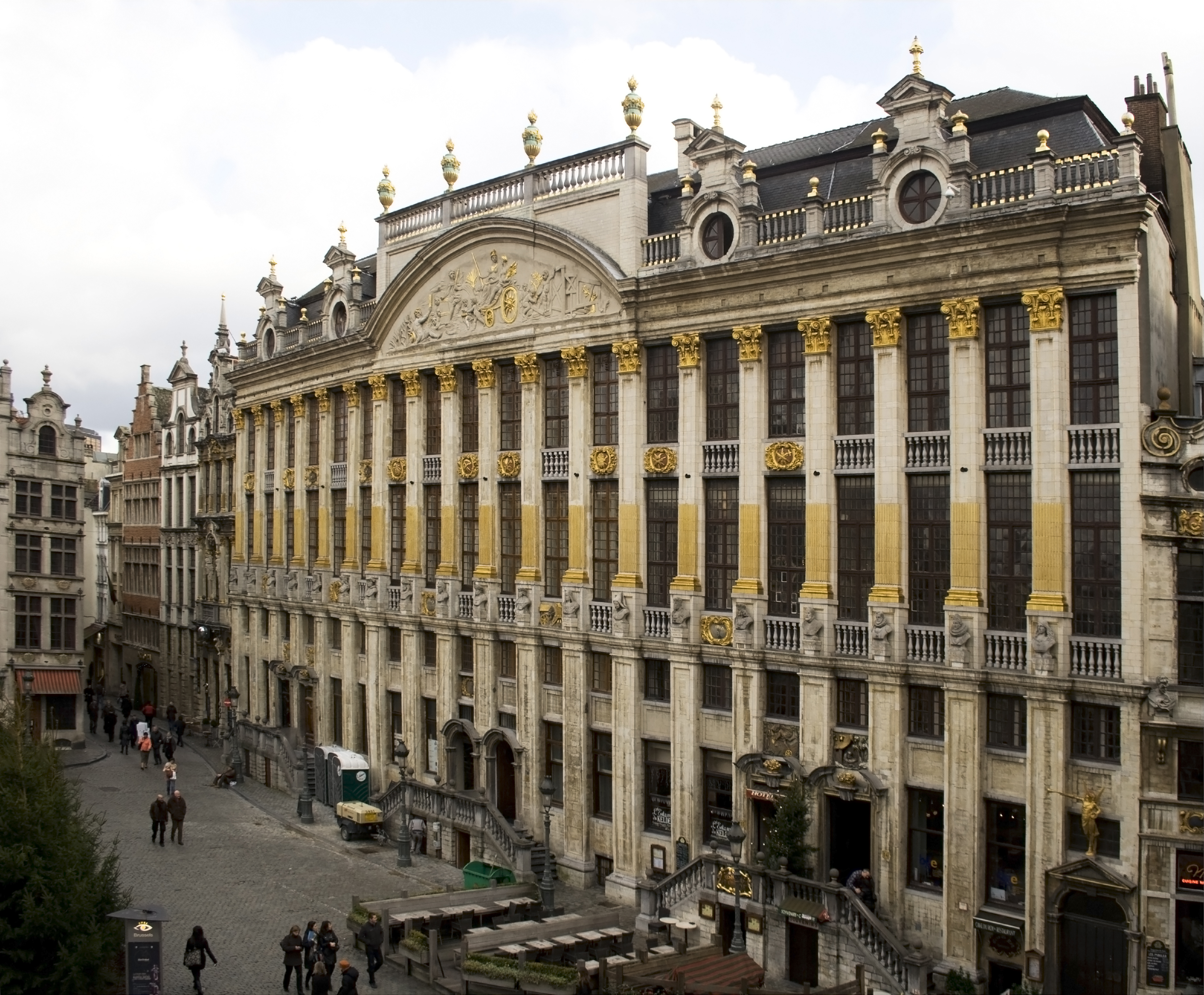
Brabant hercegeinek háza a közeli erkélyről